# Sky Express (Grekland)
Sky Express är ett grekiskt flygbolag grundat 2005 som är baserad på Heraklions internationella flygplats i Heraklion, Kreta.